# Đại học Michigan
Đại học Michigan (UM, UMich hoặc Michigan) là một trường đại học nghiên cứu công lập ở Ann Arbor, Michigan, Hoa Kỳ. Được thành lập vào năm 1817, Đại học Michigan là cơ sở giáo dục đại học lâu đời nhất của tiểu bang Michigan, một trong những trường đại học nghiên cứu đầu tiên của Hoa Kỳ và là thành viên sáng lập Hiệp hội Viện Đại học Mỹ. Tính đến kỳ thu năm 2023, Đại học Michigan có 8.189 giảng viên và 52.065 sinh viên.

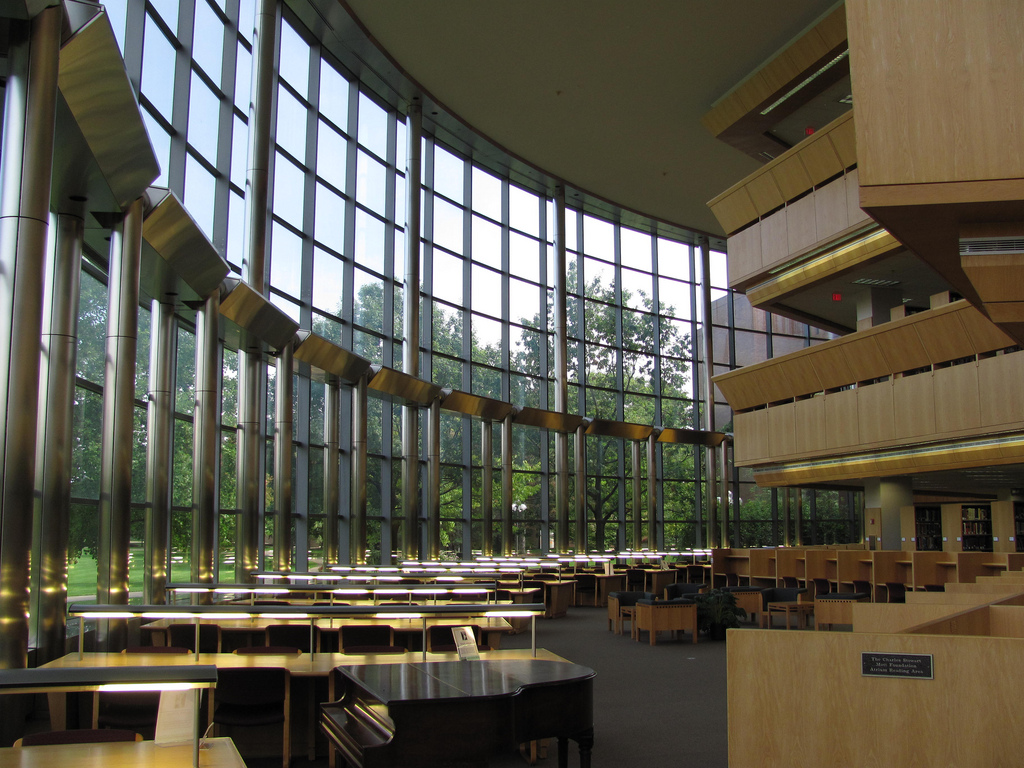
Bên trong thư viện Frances Willson Thompson